# Potamoidea
Potamoidea is een superfamilie van krabben en omvat de volgende families:

## Families
- Potamidae Ortmann, 1896
- Potamonautidae Bott, 1970